# 德國教育
在德國，教育是由各地方政府管理，因此不同地區有不同的教育制度。

## 歷史
德國教育體制主要是從中世紀後開始發展。起先，受教權只屬於貴族、神職人員，隨後才普及至一般國民，發展出全民教育體系。而義務教育則是建構在馬丁·路德思想影響下：普魯士王國是世界最早設立國民教育系統的國家之一。當時Volksschule課程是一個8年教育，並提供當時早期工業化世界的所需，同時也因為新人文主義的產生，影響到學校教育發展的方向：閱讀、寫作、算術，以及道德、責任、軍訓等。上層社會和富裕階級的小孩通常進入4年的私立學校並接受一些大學預科的課程；而一般大眾則幾乎無法進入中等學校。
拿破崙戰爭後，普魯士引進國家教師認證資格（1810年）。這提升了教師之水準。1812年，普魯士開始設置中等學校的升學考試（這在1788年已被發明）；截至1871年，整個德意志帝國，都沿用這種制度。
1871年後，德國學校教育正式系統化、國家化：更多學校被成立，用來訓練教育良好的年輕人。當時有數種不同的學校：
- Gymnasium，8年或9年制（學習拉丁語、希臘語或希伯來語，以及一種現代語言，如英語、法語）
- Realgymnasium，9年制（學習拉丁語、現代語言，以及科學和數學）
- Realschule，6年制（沒有大學入學資格，不過畢業之後可以插入有職業科的 Gymnasium 高年級，或去唸 Ausbildung 職業培訓學校，或直接進入職場工作）
- Oberrealschule，9年制（學習現代語言，以及科學和數學）

第二次世界大戰後，盟軍（蘇聯、法國、英國、美國）在各自的占領區設置他們自己想法的教育系統。當西德在1949年取得部份獨立後，在其新憲法授與各州政府教育的自治權，而教育體制主要以聯邦主義為其核心概念，強調各邦的文化獨特性Bildungshoheit，因而至1955年之前，各邦皆致力於將每個地方不同的教育體系同化，使各邦皆有各自成體系的教育結構。但這也造成了有史以來最複雜和多樣的學校系統，許多學生必須到其他不同的地方完成他們的學業。
隨後人們開始針對教育體系的發展與結構進行一些討論與研究，在1973年時便產生了第一個「教育計畫Bildungsgesamtplan」，主要致力於教育體系的改革與擴大發展，然而這個計畫的許多目標都尚未達成，因此德國直至今日都還持續進行教育改革的腳步。
德意志民主共和國有其自己的教育系統（參見：東德教育），整個共和國的教育系統基本上是標準化的，這個系統在1990年代初期被廢除，不過在德東各州仍有一些影響力。

## 教育體系結構
德國的教育體系為12至13年義務教育，大致上為初中等教育的階段，實際上教育體制因邦而異。學前教育端賴家長的意願，可將兒童送往托兒所，純屬非強迫性。小學階段除了少數邦為6年（如柏林）之外，其餘為4年。在中等教育階段，德國主要採行的制度為"一本三枝"，在晉升至中學階段期間，存有一為期兩年的定向階段（Orientierungsstufe），藉此可以透過老師的建議以及學生與家長的意願，決定往後就讀的學校。中等教育主要有三種學校可供選擇，依次為基礎職業中學（Hauptschule）、實用專科中學（Realschule）以及文理科的高中（Gymnasium）。
成績程度較好的學生通常選擇文理科的高中就讀，為期約九年，乃進入高等大學教育必經之路，學生以升大學為主要出路，政府領導階層、社會精英多半出自於此。1972年文教部長聯席會議議決簽署的「關於改組中等教育第二階段文法中學高級部協定」（Vereinbarung zur Neugestaltung der gymnasialen Oberstufe in der Sekundarstufe II）為文理科高中奠定了健全的架構，其內容如下：
1. 文理科高級中學部（Gymnasiale Oberstufe）一律自第11到12或13學級，學校可自行設計選修形式的「導入階段」，以高中會考文憑(Abitur)及大學入學為終極目的，各邦之間對會考文憑的資格必須相互承認。
2. 文理科高中部具有大學預科的性質。其必修與選修課程均在各分成基礎課程（Grundkurs）及專長課程（Leistungskurs）兩類，必修課程分為語言、文學、藝術、社會科學、數學物理與科技、宗教、體育等領域。選修課程通常即為大學各學域的基礎課程或入門課程。學生必修兩門以上的專長課程，其中一科必須為語文、數學或自然科學。

高中會考共考4門學科，必修的兩門專長課程是其中之二，另兩門為基礎課程。此外，為擴充選修課程的範圍與深度，也加入心理學、法學、社會學、經濟學、資訊學等課程。
成績程度次好的學生常常會進入實用專科中學，學程約5或6年。學校以培養中等的工商業界、政府機關的實務專業人才為主。其課程以現代科目、現代語言為主要特色，特別強調配合社會經濟發展的需要科目，其中必修部分又可歸納為下列5類：
1. 外國語（常為英文、法語、西班牙語）
2. 數學－自然科學：數學、物理、化學與生物。
3. 社會與經濟：歷史、經濟學與地理。
4. 家政與社會科學
5. 音樂藝術。到了七年級有選修科目，如自然、工藝、美勞與第二外語（常為法文）。

學生可以選擇必修科目中的2-3類參加結業考試；畢業生泰半繼續接受全時制的高級職業技術教育或科技類的高等教育，少部分接受所謂二元職業訓練（二技）。
學業程度欠佳的學生則就讀5年制的職業中學，學生所學的課程內容較簡單，課程有宗教學、德語、地理、歷史、音樂、美勞、工藝、經濟學、英文、數學、理化、生物學及體育課，畢業生多繼續進入雙元制職業教育體系（Duales Ausbildungssystem）完成學徒訓練，並以從事手工業、製造業為主。此外，某些邦中尚有綜合學科高中（Gesamtschule），學年3-7年視不同形式而定，是改革傳統中學三分學流的產物；目標在提供所有學生均等的教育機會與適當的學習環境，讓個體獨特的性向、能力能充分發展，避免過早分化與決定，給予學生多樣化的課程選擇。

## 學前教育
德國的學前教育為「幼兒園」(德語：Kindergärten) 或是 Kita，為 Kindertagesstätte 的簡稱(意思是「兒童的日間照顧中心」)。德國2~6歲的兒童通常會就讀「Kindergärten」，此階段並非義務教育系統。通常由地方政府或是教會，或是註冊的機關經營。許多幼兒園會依循某種教育法，如蒙特梭利教育法或是瑞吉歐方法或是「Berliner Bildungsprogramm」等等，甚至有森林幼兒園。就讀幼兒園並非義務教育也非免費，但是按照地方政府的規定可以獲得部分或是全額政府補助。經營幼兒園的教師必須接受三年的合格教育，或是受訓。
「幼兒園」可以從上午七點開到下午五點鐘，或是與托嬰中心(Kinderkrippe)結合，可以收容三個星期大到三歲之間的嬰兒，並且開放「安親班」(Hort)(與國小結合)，提供給6~到10歲的國小學童放學後得以過去。亦有護理師系統，日間照顧護理師(德語「Tagesmutter」，複數為「Tagesmütter」，正式不分性別的名詞為「Tagespflegeperson(en)」) 可以在任何學前教育機構或是住宅內服務，一次可照顧三到五個三歲前的小孩。這類型的護理師由地方政府監督以及提供。
另外一種系統被稱為「Vorschule」，也是學前教育。通常用在幼兒園以及義務教育的小學。這些系統在不同的聯邦州會有不同的規定。而「Schulkindergarten」，則是一種形式的「Vorschule」。
過去的德意志帝國，有一種需自費的私立學校稱為「Vorschule」，進入就讀小學後可以直接進入初中。最終威瑪憲法禁止了這些學校，認為這是一種不合理的特權。根據德意志聯邦共和國基本法將這條納入基本憲法(第七條第六節)：「應禁止預校」。

## 小學
在德國有各種不同的小學系統。
- 州立學校（State school），州立學校並不收取費用。大多數的學生都會進入家附近的州立學校。一般來說富裕地區的州立學校較貧困地區的州立學校還好。許多中產階級或是勞工階級的家長會避免將小孩送入貧困地區的學校。
- 其他可選擇性的
  - 華德福教育（2007年時有2006間）
  - 蒙特梭利教育法學校（272）
  - Freie Alternativschule（自由學校；Free Alternative Schools；85[1]）
  - 新教（63）或是 天主教會（114）教區學校等等

## 中學
德國的小孩結束小學教育後（約10歲，柏林與漢堡為12歲），可以進入五種中學，如下：
1. 文理中学（Gymnasium），一直念到12年級或是13年級（將接受「高中畢業考試」，以便取得大學入學資格）
2. Fachoberschule 於十年級就讀到十二年級（畢業考試為Fachhochschulreife，約在「高中畢業考試」（Abitur）以及中學畢業考試（Realschulabschluss）之間），也可以念到十三年級並取得「高中畢業考試資格」（fachgebundene Abitur，如果並未學習除了英文之外的語言）或是「高中畢業考試」（Abitur，取得第二語言執照等於歐洲等級B1）；[2]
3. 專科中學(Realschule) 讀到十年級(並取得畢業考試Mittlere Reife (Realschulabschluss));
4. Mittelschule(最低階段的中學) 將唸到九年級，並取得中學畢業證書(Hauptschulabschluss)以及部分狀況可以取得 Mittlere Reife = Realschulabschuss 畢業證書)；某些州政府沒有 Hauptschule 中學，而學生將就讀Mittelschule或是Regionale Schule學校。
5. Gesamtschule (綜合學校)

(按照畢業考試的等級排名)
結束以上學校，學生可以開始就職訓練。通常兩個星期去一次「Berufsschule」學校(就讀2到3年半)，其他時間則在公司工作。這是為了提供理論與實際的訓練。該公司有義務提供教育訓練。結束之後，學生將加入Industrie- und Handelskammer(簡稱INK)。在這段實習期間，學生為該公司的工讀生。在 Berufsschule 畢業以及取得 IHK 的證書後，該年輕人將準備正式進入職場。在某些地區，法律規定一定要經過實習階段(如銀行的某些職位或是律師助理等)。
某些地區為不同的升學道路。就讀這些中學後並且獲得一些證書(Hauptschulabschluss) - Mittlere Reife (FOR) 或是 Mittlere Reife, (Realschulabschuss from a Realschule); 或是語法學校和綜合學校(Gesamtschule)的畢業證書。中學畢業生可以參與職業學校(Berufsschule)開始擔任職業實習生。從這時起，學生將加入特定協會，如德國律師協會(German Bar Association Deutsche Rechtsanwaltskammer GBA)。在這段實習生時期，該年輕人是該機構，銀行，醫生或律師辦公室的兼職員工。結束 Berufsfachschule 學業以及通過協會的認證考試後，該學生將能收到證書以及準備開始就業。在某些地區，則是法律要求得經過實習，如某些銀行職位或是律師助理等。聯邦政府以及聯邦議會只能透過補助金影響地方教育系統的政策。德國有非常多不同的學校系統，但是各州都是從小學(Grundschule)開始，大都就讀四年，柏林與漢堡市則念六年。

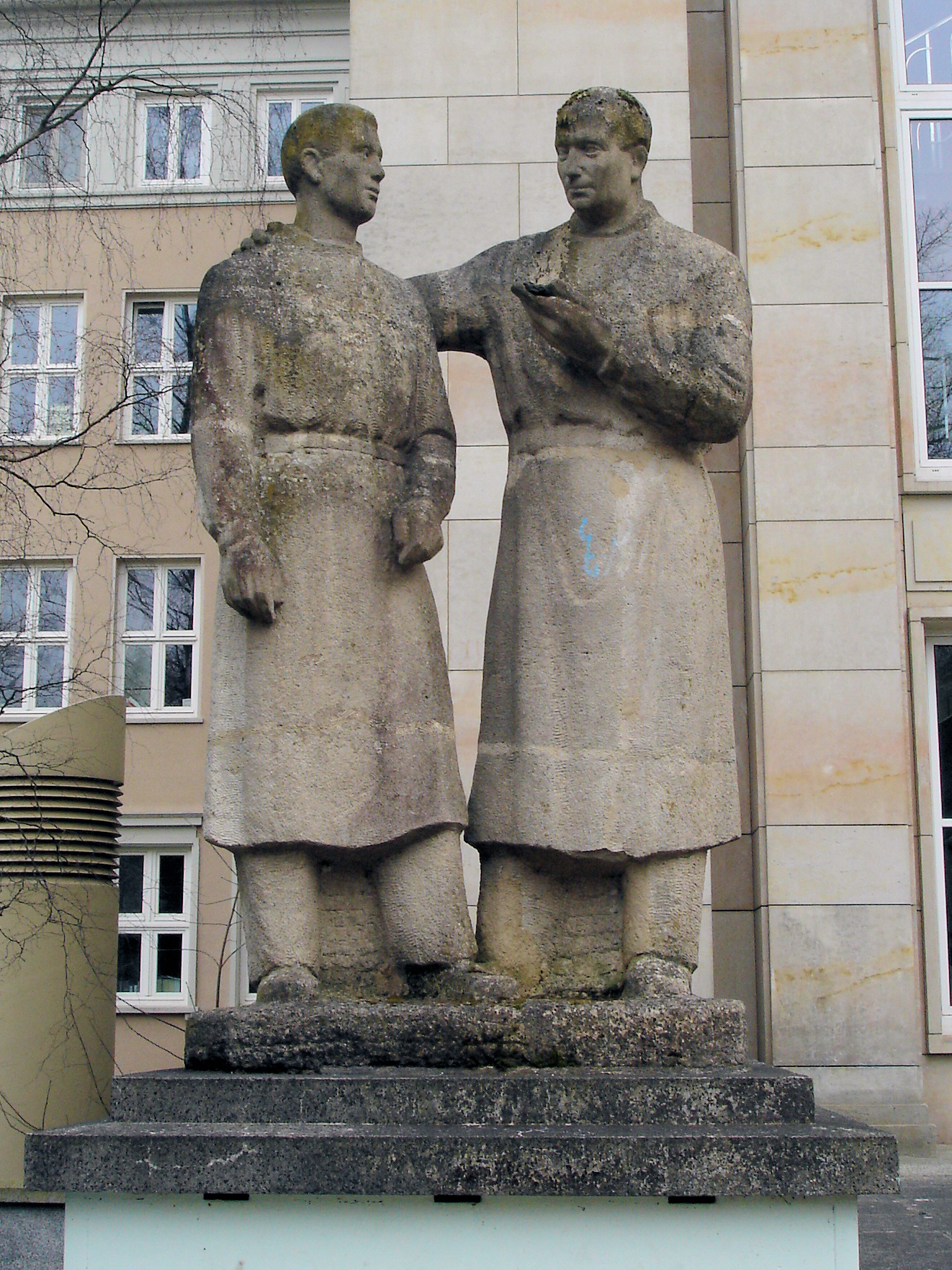
在德國羅斯托克的教師與學生雕像

|                     | 1970   | 1982   | 1991   | 2000   |
| Hauptschulabschluss | 87,7 % | 79,3 % | 66,5 % | 54,9 % |
| Realschulabschluss  | 10,9 % | 17,7 % | 27 %   | 34,1 % |
| Abitur              | 1,4 %  | 3 %    | 6,5 %  | 11 %   |

### 校園組織
本節列出大部分學校的特點，但是由於德國各州獨立，因此有許多差異性。
- 德國各州都有自己的教育系統。
- 每個學校會將大約同一年齡(同一年出生的)學生放置為同一個年級獲班級，國小(一到四年級或六年級)，orientation school (如果該州有), orientation phase (初等中學，五到六年級)，以及 Realschulen 學校或 Hauptschulen 學校五到七年級或是十年級；「語法學校」(五到七年級或是十年級(依照不同州規定))。[4])
- 上課時會將學生做在個別的座位，或是長椅，有時候會沿著一個半圓形或是其他形狀的形式排列座位。在畢業考試期間，為了防止作弊，才會將座位個別分開。
- 通常學校沒有校服或是著裝守則。許多私立學校會有簡單的服裝儀容規定，例如禁止穿短褲，穿拖鞋，穿洞洞裝等。某些學校會開始實驗性使用校服，但不如英國學校的校服這麼正式。大都是正常的毛衣或是圓領衫，以及特定顏色的褲子，有時候衣服上會有校徽。通常在高中或是 Realschule 以及 Hauptschule 的畢業班上會看到自製班服。
- 學校通常在上午7:30到8:15間開始。並通常在中午12點結束。低年級課程通常在午餐前結束，高年級課程會上到下午，不過課與課之間會有比較長的休息時間。並不是每天都有下午課或是上到傍晚。大部分的學生下午都有很多自由時間，某些學校，如Ganztagsschulen，則會增加下午活動時間，並讓教師監督，不過並非上課。下午課最長可以到傍晚六點。
- 根據不同學校規定，下課時間為五分鐘到二十分鐘。如果當天沒有下午課，通常會直接上到下午一點三十分，而沒有午餐時間。不過如果有下午課，則會在下午一點三十分後增加45分到90分的午餐時間。有些學校的下課時間是五分鐘，並在第二節課或是第四節課增加十分到十五分的休息時間。
- 公立學校的上課時間為一節課 45 分鐘。每一門科目一個星期大約上二到三節課(主要科目如數學，德語或是外國語則為四到六節課)，並且不會連續超過兩節課。上課或下課則會使用鈴聲提示。
- 測驗，通常使用「非選擇題」，而不使用選擇題。十一年級時，會包括不超過三個的體能測驗。在中學階段，測驗時間通常不會超過九十分鐘，但是在十年級到十二年級之間則常常會超過四節課時間(中間不休息)。

- 所有的學校都會教一門外語(大都是英語) 至少學習五年。在高中(Gymnasium)階段的外語則更加艱深以及文學性質。在高中(Gymnasium)，學生可以選擇更多的語言(大部分是英語，法語，俄語(東德地區) 或是拉丁語)。五年級為外語，七年級為必修第二外語。某些高中甚至會要求第三外語(如西班牙語，義大利語，俄語，拉丁語或是古希臘語)，或是在九年級或是十一年級增加選修課程(通常是一或兩個科目，如英國政治(英語以及政治), 營養學(生物學)或是媒體研究(藝術與德國)。高中通常在十一年級提供進階課程，某些學校甚至會有第四外國語。

- 有些學校提供「吸菸區」(Raucherecke)，供學校十八歲以上抽菸的學生可以在下課時間抽菸。2005-06學年開始，柏林, 黑森，漢堡以及布蘭登堡等邦已經完全禁止校園吸菸。(巴伐利亞, 什列斯威-霍爾斯坦, 下薩克森為 2006-07 學年開始))。在這些禁止吸菸的邦如果在學校吸菸將會受懲處。德國其他各邦也開始計畫類似的禁菸法令。

- 由於學校都是公共場所，一般禁止在室內吸菸。有吸菸習慣的教職員通常都不會在校園抽菸。

- 某些學校允許超過14歲的學生在休息時間離開校園。校方通常傾向避免年紀較小的學生提早離開以及防止陌生人進入校園。

- 通常都是由學生進行教室以及校園打掃。

- 許多學校存在「社團」(AGs 或是 Arbeitsgemeinschaften」，供下午的活動，如運動，音樂或是演戲。但德國學生不普遍參與。有些學校存在特殊調解員制度，由受訓的高年級志願學生負責調解班級同學或是低年級學生之間的糾紛。

- 只有少數學校存在真正的運動校隊。不過就算學校存在校隊，許多學生也不一定知道。

- 雖然在20世紀末，德國很流行學生校園報紙，但是往往隨著主辦學生畢業後消失。學生報紙通常由廣告商贊助。

- 大部分學校並沒有自己的廣播電台或是電視頻道。只有規模較大的大學才有學生營運的廣播電台。

- 雖然大部分的德國學校或是公立大學並沒有替每間教室的每位學生配置電腦，不過學校通常會有一至兩間電腦室。一個城市裡的所有學校電腦都是從單一承包單位負責，所以更新速度緩慢。而網路則是由電話公司免費提供。

- 在畢業之前，學生通常得經歷一連串的筆試以及口試(Gymnasien 稱之為 Abitur ；Realschulen 以及 Hauptschulen 稱之為 Abschlussprüfung)。

- 東德於1949年禁止體罰，而西德於1973年禁止。

- 四年級(或是六年級) 對表現程度不佳的學生以及家人來說特別緊張。大部分是因為為了升上高中而緊張，或是至少要避免進入 Hauptschule。德國跟西方國家相比，相當早就將學生的升學路線給分開。

### 學年
德國的學年為暑假結束(各邦規定不同，通常是八月中到八月底)後開始，並分成兩個學期。通常一年會有十二個星期的假期。實際的時間各邦規定不同，不過通常在暑期為六星期而在耶誕節為兩星期。剩下的假期在春天(復活節期間) 以及秋天(秋收時期，通常農夫會需要孩童幫忙收成)。學校通常會有兩到三天的特別假期。

### 上課時間表
學生每個星期會上30到40節 45分鐘的課程，但到了中學則改成一次 90 分鐘的課程(Block) 等於傳統的兩節課。某些課程一星期為三節課，所以還是有一節45分鐘的課程，通常在第一以及第二「blocks」中間。大約有十二門必修課程：兩到三門外國語(其中一門為九年，其他至少三年)，物理，生物，化學以及公民/社會研究(個別至少為5，7，3，2年)，以及數學，音樂，美術，歷史，德語，地理，體育以及宗教/倫理學共9 年。有些學校會提供下午社團活動，主要是合唱團和管弦樂團或是體育項目，戲劇或是語言。大部分都是以半學問的社團形式，但是非正式學分。
| 時間        | 星期一                    | 星期二   | 星期三                    | 星期四 | 星期五 |
| ----------- | ------------------------- | -------- | ------------------------- | ------ | ------ |
| 08.00–08.45 | 英語                      | 物理     | 生物                      | 物理   | 希臘語 |
| 08.45–09.30 | 歷史                      | 英語     | 化學                      | 數學   | 化學   |
| 09.30–09.40 | 休息                      | 休息     | 休息                      | 休息   | 休息   |
| 09.40–10.25 | 拉丁語                    | 希臘語   | 數學                      | 拉丁語 | 經濟學 |
| 10.25–11.10 | 德語                      | 地理     | 宗教研究                  | 希臘語 | 德語   |
| 11.10–11.30 | 休息                      | 休息     | 休息                      | 休息   | 休息   |
| 11.30–12.15 | 音樂                      | 數學     | 地理                      | 德語   | 生物   |
| 12.15–13.00 | 宗教研究                  | 公民教育 | 經濟學                    | 英語   | 拉丁語 |
| 13.00–14.00 | 休息                      | 休息     | 休息                      | 休息   | 休息   |
| 14.00–14.45 | 美術                      |          | 密集課程 Intensive course |        |        |
| 14.45–15.30 | 密集課程 Intensive course |          | 希臘語                    |        |        |
| 15.30-16.15 | 體育                      |          |                           |        |        |
| 16.15–17.00 | 體育                      |          |                           |        |        |

一天約有三個 90分鐘(各45分鐘)的課程，每九十分鐘中間會有15~20分鐘的休息時間。第六節課(每間學校的情況不同)後午休。 "Nebenfächer" (= 非主修科目) 一星期兩節課。 "Hauptfächer" (=主修科目) 一星期三節課。
11–13年級，或是11–12年級或是12–13年級 (依學校系統不同)，每個學生都有兩到三個主要課程("Leistungskurse", "Grundkurse"/"Profilkurse")。通常一個星期教五節課，其他課程則一星期教三節課。
| 時間        | 星期一 | 星期二                     | 星期三 | 星期四                     | 星期五                        |
| ----------- | ------ | -------------------------- | ------ | -------------------------- | ----------------------------- |
| 08.00–08.45 | 英語   | 宗教研究                   | 法語   | 物理                       | 德語                          |
| 08.50–09.35 | 英語   | 宗教研究                   | 法語   | 物理                       | 德語                          |
| 09.55–10.40 | 德語   | 地理/社會研究 (以英語教學) | 數學   | 地理/社會研究 (以英語教學) | 數學                          |
| 10.45–11.30 | 德語   | 地理/社會研究 (以英語教學) | 數學   | 地理/社會研究 (以英語教學) | 數學                          |
| 11.50–12.35 | 物理   | 政治-經濟                  | 歷史   | 英語                       | 法語                          |
| 12.40–1.25  | 物理   | 政治-經濟                  | 歷史   | 英語                       | 法語                          |
| 1.40–2.25   | 美術   | 專題("Seminarfach"+)       | 歷史   |                            | 體育 (依課程不同提供不同運動) |
| 2.30–3.15   | 美術   | 專題("Seminarfach"+)       | 歷史   |                            | 體育 (依課程不同提供不同運動) |

+"Seminarfach" 是學生要進行自己的研究報告課程(必修)。該課程主要教導學生有研究能力，以便在大學時使用。
德國十六個邦之間的課程不完全相同，私立學校也不同。成人也可以回到進修部就讀並且參與畢業考試。

### 高等教育

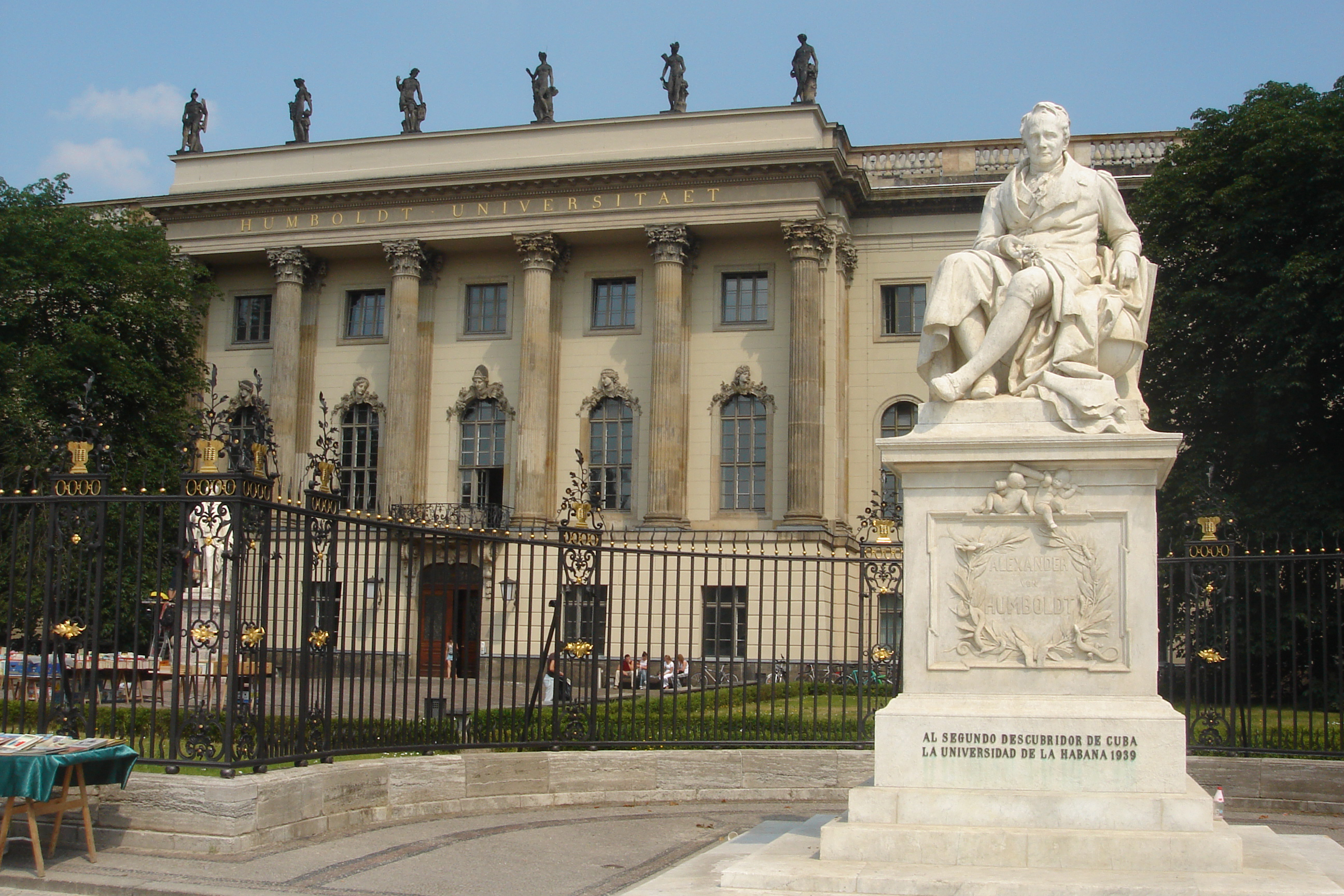
柏林洪堡大學

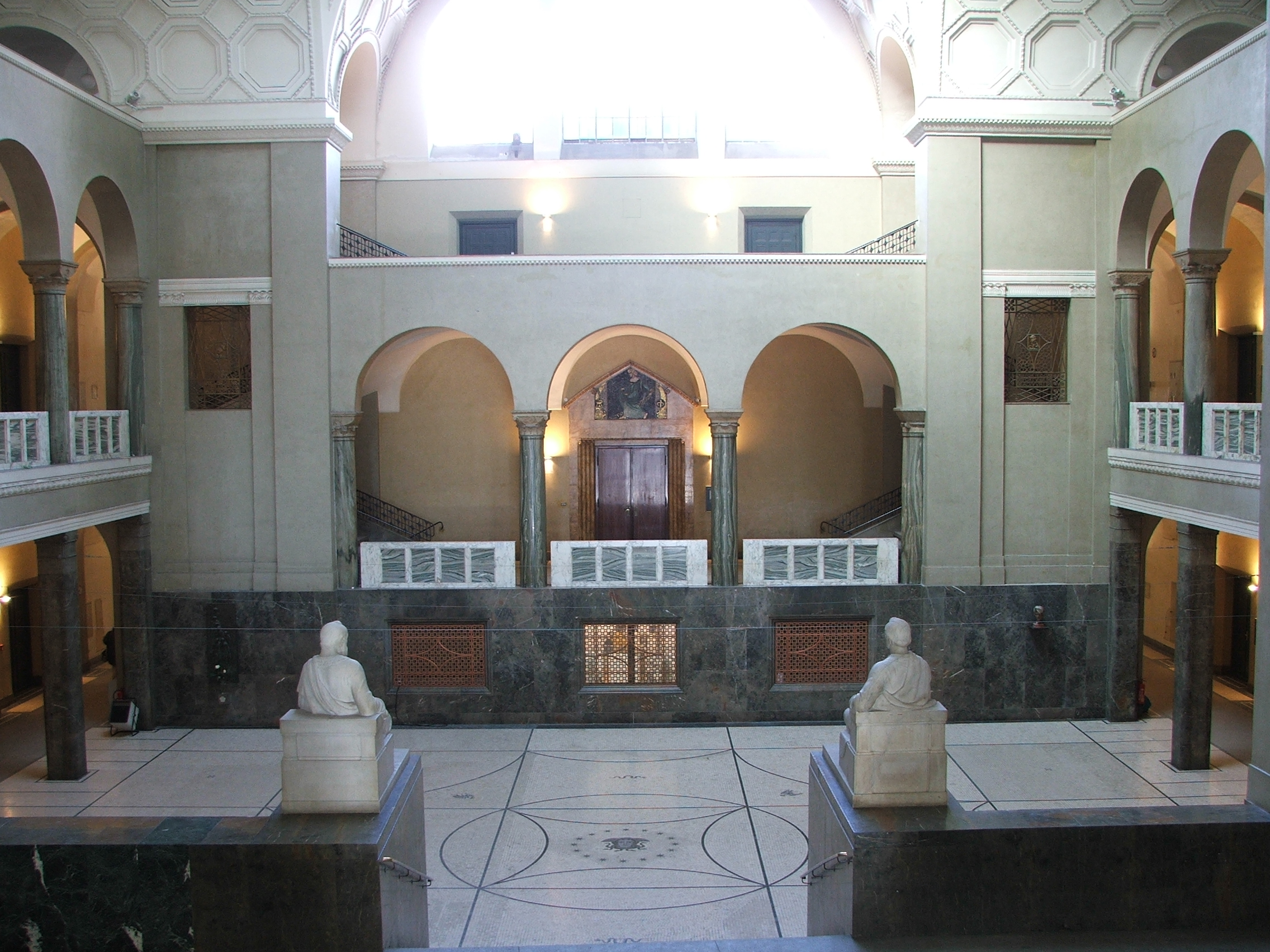
慕尼黑大學建築部

德國的大學原本無學士學位，研究所是為了念博士的學生而設，只提供博士學位，學士學位是在博洛尼進度後才設立。
2007年夏季學期開始，德國的國立高等教育開始收取每個學期500歐元的學費，除了通過 ZVS （页面存档备份，存于） 中央分配的少數所謂numerus clausus有學習人數限制的學科以外，不需要入學考試而是採用入學申請的方式。申請則與大學審核標準依據高中會考文憑的成績，即三部分成績的總合：
1. 基礎學程22個科目，最低110點；
2. 專長課程8個科目，最低70點；
3. 畢業會考，四個科目最低100點，意即大學入學資格的最低門檻為總分280點。

此外，學生至少必須在15個計算成績的基礎課程、4個計算成績的專長課程以及會考的3科成績至少達到4以上的等第。德國政府對中低收入水平家庭的子女提供大學就讀時期的生活費補助，其中一半作為貸款。1%的大學生獲得不需償還的獎學金。
二戰以後，自1950年至1991年，進入大學的德國青年人數增加了13倍，高達160萬人（實際有124萬人註冊入學）。德國的大部分民眾屬於中產階層，良好的社會福利制度為人民提供了相較世界水平來說較高的醫療服務、失業保障以及其他社會需要。
德國教育體系主要分為五個部份：
- 基礎教育層級 Primarstufe : 教育體制開始的前四年（大部份的邦裡，小學為四年制，只有柏林與布蘭登堡為六年，或在第五以及第六年有獨立的 Orientierungsstufe。）
- 第二級初階 Sekundarbereich I : 在結束小學階段後進入此層級，主要分為三個類別：職業中學 Hauptschule、實用專科中學 Realschule、文理科高中 Gymnasium。
- 第二級進階 Sekundarbereich II : 銜接文理科高中第二級初階的學生，以及專科和職業教育再深化的教學內容。
- 第三級高等教育 Tertiärbereich : 分為傳統大學、技術學院、科技大學等形態。
- 衍生教育 Quartärbereich : 含括現行學校教育體制以外的教育範籌，以及非制式規定的、私人性的、職業性的繼續教育。

### 基礎教育層級Primarstufe
德國基礎教育層級的學校為小學 Grundschule，凡是在當年六月30日前滿六歲的兒童皆須進入小學就讀，此為義務性教育不可拒絕。這也是教育改革的一項措施。
在絕大部份的邦裡，小學為四年制，只有柏林與布蘭登堡為六年。
在這個階段的最大特色即是不給於孩子功利的分數成就導向Leistungsdruck，因此在小學的一、二年級並沒有各科成績單，而是以老師評論來作為學習成果的考量。所以對於需要學習能力或學習成效較差的學生則是採取加強措施而不是留級制度。除此之外，針對國小的課程也有些新的改革，例如在外語課程上也實用許多；而且在教學方法上則是較強調在教學過程中，教育理論的實踐，而非專業性的知識授予，例如像是自我自由工作、主題式教學、開放式教學等…。
另外，小學的課程型態也反映出現今的社會現況的改變，例如：全面性的半天課程、跨年級的課程，以及班級中學生程度的異質性等…。

### 第一級初階Sekundarbereich I
第一級初階也可稱為「中級」，主要有幾個分類：職業中學 Hauptschule、實用專科中學 Realschule、文理科高中初階 Sekundarbereich I des Gymnasium，還有綜合高中 Gesamtschule。
其畢業學位為綜合高中畢業證書Hauptschulabschluss，或是中級文憑 mittleren Reife，而這也是文理科高中進階的必要條件之一。
１）職業中學 Hauptschule
基礎職業中學起初是由國民學校的進階級 Volksschuloberstufe，而從1964年更改為此名。
其發展是以職業教育為主，並強調實務性與方法操作的面向。雖然原先強調的是在職業上的實用價值，然而卻產生許多問題與批評，例如：在職業中學中只有少部的學生有實際上學，但他們絕大部分都有著較弱勢的社會背景，或是德語並非其母語等嚴重的問題。
以學生人數比而言，在鄉村中，職業預校學生的比例遠高於城市；像在Bayern邦與Baden-Württemberg邦的學生就佔了30%；為因應這樣的情況，教育委員會Kultusministerkonferenz決議，開放實科中學與職業預校的轉學制度，以強化職業預校學生的學習能力。
2）實用專科中學 Realschule
實用專科中學是仿效普魯士的中學而建立，因應較高等的職業教育需求而生，而且實用專科中學也一直是德國教育體系中的典範，具有良好的教育成效，其學生的來源背景主要是社會的中產階級，其成功因素是奠基在兩方面：一方面實用專科中學的教學內容重視德國轉形成第三級產業的社會背景；另一方面由此畢業的學生可獲得中級文憑，並具有許多選擇發展的可能：可以選擇較高等的職業發展；也可以繼續升學，例如插班進入職業導向的文理科高中，因而往高等教育體制邁進。
所以實用專科中學在德國為教育體制中發展較成功的學校類型。
3）文理科高中 Gymnasium
在1955年的Düsseldorfe Abkommen條約中規定，凡是走向普通科高級中學導向 
者，皆稱為「文理科高中 Gymnasium」， Gymnasium 此字的概念是緣由於希臘時代運動、辯論的場所，引申為所有哲人的聚集之處。因此此類型中學有濃烈的人文主義背景，過去主要以古老語言或是非職業性教育內容為主題，但至1990年以後，愈來愈多的學生在第二級初階的選擇上，走向文理科高中，因為這是一條最容易獲得高中畢業考 Abitur 通過文憑的路，並且可以直接進入所有高等教育大學類型，不論是職業教育體系、技術學院或是大學。
4）綜合高中 Gesamtschule
綜合高中是以"機會平等”為其創辦基礎，希望所有成績較差的學生，並不會只因某些科目的成績不理想而喪失更佳的學習機會，他們可以依據個人的偏好與興趣考量來發展，不會如社會淘汰的機制一樣，因為弱勢而失去更好的發展。
但是反對者卻從實際層面來進行批評：過多的學校類別在发达國家中是十分罕見的；另一方面，綜合中學生的競爭力也受到挑戰。
綜合中學主要分為兩類：
整合性綜合中學 integrierten Gesamtschulen，在這裡學生完全整合，沒有成績分組；另外一類則是也就是協和性中學 kooperativen Gesamtschulen，在這類學校里，學生在部分科目中，必須依據成績分組上課。

### 第二級進階Sekundarbereich II
第二級進階也可稱為“高級Oberstufe“，其中主要包含職業教育體系的雙元制度以及文理科高中的高年級，也因應愈來愈多文理中學畢業生想要接受職業教育的訓練，所以有許多職業領域的學科也逐漸移轉至高等教育的範疇中。
1）文理科高中高年級
從第11年級開始進入文理科高中的高年級階段，依據各邦的規定不同為2至3年的時間。在這個階段，授課方式採取課程制Kurssystem，也就是學生可以依據其喜好與發展方向自由選擇學習課程與重點科目，並以此作為進入大學院校的準備。文理科高中與綜合高中的高年級均具有相同的資格條件進行高中的畢業考。除此之外，因為愈來愈多文理科高中畢業生選擇進入職場工作或是繼續接受職業教育，所以許多文理科高中也針對新興職業或熱門工作需求的重點科目進行發展，以縮短在校學習的年限，並將原先的教學方法做更新，來因應學生意願與社會需求的新趨勢。
2）職業學校
德國職業教育的類型，依據不同專業的需求有不同新的發展，而德國義務教育的年限是到18歲，因此為了符合工作領域上的各項專業以及強制學習年齡的要求，有許多針對不同的情況所設立的學校，例如：職業學校 Berufsschule、職業專門學校 Berufsfachschule、專業學校Fachschule 等...各種職業學校的類型。
除此之外，文理科高中也因應社會工作需求，提供各種相關於職業的重點科目培養，如：以科技教育為主軸的高中 Technisches Gymnasium、以經濟領域為主的高中 Wirtschaftsgymnasium、還有高級專業學校 Berufsoberschule 等...，由此畢業的高中生具有領取大專畢業文憑 Hochschulreife的資格。

### 第三級高等教育Tertiärbereich
德國高等教育體系大概含括了340所高等學校 Hochschulen，其中大部分是公立，大約有160所的大學、神學院、教育學院以及藝術學院，每年約有3/4的大學生都是集中在這裡學習；其餘的學生則分屬於應用技術大學 Fachhochschule、職業技術學校 Berufsakademien，等相關領域。
高等教育的主要目的在於培養研究人才，對於新知識與學術研究的創造與發展，現今德國約有190萬人在大學就讀，預計到2011年將會成長至220至240萬人。
進入高等教育體系的門檻主要是高中畢業考 Abitur，而依據各學系的要求，所應具備的條件也有所差異；而攻讀學位也必須依照學習的發展與考試制度來完成。

## 教育體系結構圖
| 23   | 大學 Universität                |                                            |                                            |                             |                                 |                                 | 18   |
| 22   | 大學 Universität                | 應用技術大學 ／高等專業學校 Fachhochschule | 應用技術大學 ／高等專業學校 Fachhochschule | 17                          |                                 |                                 |      |
| 21   | 大學 Universität                | 應用技術大學 ／高等專業學校 Fachhochschule | 應用技術大學 ／高等專業學校 Fachhochschule | 16                          |                                 |                                 |      |
| 20   | 大學 Universität                | 應用技術大學 ／高等專業學校 Fachhochschule | 應用技術大學 ／高等專業學校 Fachhochschule | 15                          |                                 |                                 |      |
| 19   | 大學 Universität                | 應用技術大學 ／高等專業學校 Fachhochschule | 應用技術大學 ／高等專業學校 Fachhochschule | 專業學校 Fachschule         | 專業學校 Fachschule             | 專業學校 Fachschule             | 14   |
| 18   | 文理科高中 ／大學預校 Gymnasium | 綜合中學 Gesamtschule                      | 實科續                                     | 專業學校 Fachschule         | 專業學校 Fachschule             | 專業學校 Fachschule             | 13   |
| 17   | 文理科高中 ／大學預校 Gymnasium | 綜合中學 Gesamtschule                      | 實科續                                     | 高級專業學校 Fachoberschule | 職業專門學校 Berufsfachschule   | 職業學校 Berufsschule           | 12   |
| 16   | 文理科高中 ／大學預校 Gymnasium | 綜合中學 Gesamtschule                      | 實科續                                     | 高級專業學校 Fachoberschule | 職業專門學校 Berufsfachschule   | 職業學校 Berufsschule           | 11   |
| 15   | 文理科高中 ／大學預校 Gymnasium | 綜合中學 Gesamtschule                      | 實用專科中學 Realschule                    | 實用專科中學 Realschule     | 國中續                          | 職業學校 Berufsschule           | 10   |
| 14   | 文理科高中 ／大學預校 Gymnasium | 綜合中學 Gesamtschule                      | 實用專科中學 Realschule                    | 實用專科中學 Realschule     | 國民中學 ／職業中學 Hauptschule | 國民中學 ／職業中學 Hauptschule | 9    |
| 13   | 文理科高中 ／大學預校 Gymnasium | 綜合中學 Gesamtschule                      | 實用專科中學 Realschule                    | 實用專科中學 Realschule     | 國民中學 ／職業中學 Hauptschule | 國民中學 ／職業中學 Hauptschule | 8    |
| 12   | 文理科高中 ／大學預校 Gymnasium | 綜合中學 Gesamtschule                      | 實用專科中學 Realschule                    | 實用專科中學 Realschule     | 國民中學 ／職業中學 Hauptschule | 國民中學 ／職業中學 Hauptschule | 7    |
| 11   | 文理科高中 ／大學預校 Gymnasium | 綜合中學 Gesamtschule                      | 實用專科中學 Realschule                    | 實用專科中學 Realschule     | 國民中學 ／職業中學 Hauptschule | 國民中學 ／職業中學 Hauptschule | 6    |
| 10   | 文理科高中 ／大學預校 Gymnasium | 綜合中學 Gesamtschule                      | 實用專科中學 Realschule                    | 實用專科中學 Realschule     | 國民中學 ／職業中學 Hauptschule | 國民中學 ／職業中學 Hauptschule | 5    |
| 9    | 小學 Grundschule                | 小學 Grundschule                           | 小學 Grundschule                           | 小學 Grundschule            | 小學 Grundschule                | 小學 Grundschule                | 4    |
| 8    | 小學 Grundschule                | 小學 Grundschule                           | 小學 Grundschule                           | 小學 Grundschule            | 小學 Grundschule                | 小學 Grundschule                | 3    |
| 7    | 小學 Grundschule                | 小學 Grundschule                           | 小學 Grundschule                           | 小學 Grundschule            | 小學 Grundschule                | 小學 Grundschule                | 2    |
| 6    | 小學 Grundschule                | 小學 Grundschule                           | 小學 Grundschule                           | 小學 Grundschule            | 小學 Grundschule                | 小學 Grundschule                | 1    |
| 5    | 幼稚園 Kindergarten             | 幼稚園 Kindergarten                        | 幼稚園 Kindergarten                        | 幼稚園 Kindergarten         | 幼稚園 Kindergarten             | 幼稚園 Kindergarten             |      |
| 4    | 幼稚園 Kindergarten             | 幼稚園 Kindergarten                        | 幼稚園 Kindergarten                        | 幼稚園 Kindergarten         | 幼稚園 Kindergarten             | 幼稚園 Kindergarten             |      |
| 3    | 幼稚園 Kindergarten             | 幼稚園 Kindergarten                        | 幼稚園 Kindergarten                        | 幼稚園 Kindergarten         | 幼稚園 Kindergarten             | 幼稚園 Kindergarten             |      |
| 年齡 | 德國教育                        | 德國教育                                   | 德國教育                                   | 德國教育                    | 德國教育                        | 德國教育                        | 學齡 |

## 延伸閱讀
- 【德國大選．專訪】教育、數碼科技發展瓣瓣差　年輕選民大控訴（2017-09-23）

- 【德國升學】2021年，DSE學生申請德國大學攻略 - APLUZA Academy（2021-01-10） （页面存档备份，存于）